# 9866 Канамітсуо
9866 Канамітсуо (9866 Kanaimitsuo) — астероїд головного поясу, відкритий 15 жовтня 1991 року.
Тіссеранів параметр щодо Юпітера — 3,666.